# 김인우
김인우(金仁友, 1969년 2월 20일 ~ )는 대한민국의 배우이다. 재일동포 3세 배우이다.

## 학력
- 조총련 계열 조선학교 중퇴

## 출연작

### 영화
- 《신명》 (2025년) - 황가 역
- 《미드나이트》 (2021년) - 부장 역 (특별출연)
- 《나쁜 녀석들: 더 무비》 (2019년) - 요시하라 역 (본작의 메인 빌런이자 준 최종 보스)
- 《오만》 (2019년) - 윤 상무 역
- 《공작》 (2018년) - 키요하라 역
- 《허스토리》 (2018년) - 재판장 역
- 《군함도》 (2017년) - 시마자키 다이스케 역
- 《박열》 (2017년) - 미즈노 렌타로 역
- 《덕혜옹주》 (2016년) - 기원절 사회자 역
- 《시선 사이》 (2016년) - 치과 역
- 《아가씨》 (2016년) - 채찍은 말한다 독회 손님 4 역
- 《동주》 (2016년) - 고등형사 역
- 《암살》 (2015년) - 기무라 역 (첫 천만영화)
- 《서울서칭》 (2015년) - 시게미츠 역
- 《깡철이》 (2013년) - 아키토 역
- 《미스터 고》 (2013년) - 요미우리 단장 역
- 《강철대오: 구국의 철가방》 (2012년) - 일본앵커 역
- 《백자의 사람: 조선의 흙이 되다》 (2012년) - 사토 역
- 《코리아》 (2012년) - 일본해설자 역
- 《마이 웨이》 (2011년) - 야마다 역
- 《식객: 김치전쟁》 (2010년) - 일본 수상 역
- 《굿모닝 프레지던트》 (2009년) - 일본 대사 역

### 드라마
- 《당신의 맛》 (ENA, 2025년) - 타츠오 역
- 《도적: 칼의 소리》 (OCN, 2020년) - 야마다 역
- 《써치》 (OCN, 2020년) - 백 선생 역
- 《루갈》 (OCN, 2020년) - 최용 역
- 《녹두꽃》 (SBS, 2019년) - 오토리 게이스케 역
- 《사의 찬미》 (SBS, 2018년)
- 《미스터 션샤인》 (tvN, 2018년) - 이토 히로부미 (이등박문) 역
- 《스케치》 (JTBC, 2018년)
- 《쌈 마이웨이》 (KBS2, 2017년)
- 《맨투맨》 (JTBC, 2017년)
- 《미세스 캅 2》 (SBS, 2016년)
- 《돌아와요 아저씨》 (SBS, 2016년)
- 《돌아온 황금복》 (SBS, 2015년) - 야마다 역
- 《상류사회》 (SBS, 2015년)
- 《화정》 (MBC, 2015년)
- 《조선 총잡이》 (KBS2, 2014년) - 일본공사 역
- 《개과천선》 (MBC, 2014년)
- 《당신의 여자》 (SBS, 2013년)
- 《마의》 (MBC, 2012년)
- 《태양의 신부》 (SBS, 2011년)
- 《커피하우스》 (SBS, 2010년)
- 《신이라 불리운 사나이》 (MBC, 2010년) - 야마모토 역
- 《아이리스》 (KBS2, 2009년)

## 수상 및 후보
| 연도 | 시상식        | 부문       | 작품 | 결과 |
| ---- | ------------- | ---------- | ---- | ---- |
| 2017 | 제54회 대종상 | 남우조연상 | 박열 | 후보 |